# Arsène Autorianos
Arsène Autorianos est patriarche de Nicée de 1255 à 1259, puis de Constantinople de 1261 à 1265.

## Biographie
Il est nommé par Théodore II Lascaris alors qu'il était inconnu des hauts dignitaires ecclésiastiques de l'Empire de Nicée, un choix pouvant être justifié par le désir grandissant du souverain de contrôler davantage l'Église.
À la mort de Théodore II Lascaris, il est nommé corégent avec Georges Muzalon. Mais à la mort de ce dernier, à la suite d'un complot orchestré par Michel VIII Paléologue et qui conduit à l'assassinat des frères Muzalon, le titre de régent revient à Michel VIII Paléologue. Arsène donne à Michel les clés du trésor impérial pour qu'il puisse l'utiliser. Il est ensuite manipulé par Michel VIII qui le persuade de le nommer coempereur avec Jean IV Lascaris pour sauver le trône de ce dernier. C'est lui qui sacre les deux empereurs le 1er décembre 1258 mais, apprenant l'internement du jeune Jean IV et se sentant trompé, il se fait moine et est remplacé par le métropolite d'Éphèse Nicéphore en 1260.
Cependant, le 25 juillet 1261, date de la reprise de Constantinople par Michel Paléologue, il est rappelé par ce dernier pour qu'il le sacre. Arsène exerce donc ses fonctions jusqu'en 1265. En effet, en 1261, Jean IV a été aveuglé par Michel VIII. Arsène, apprenant cela, excommunie l'empereur qui se venge en l'exilant dans un monastère en Proconnèse où il meurt quelques années après en 1273. Cet exil forcé provoque une crise religieuse, et même après sa destitution. Il garde de nombreux partisans considérant qu'il restait le patriarche légitime.